# Tom Clancy's Ghost Recon Breakpoint
Tom Clancy's Ghost Recon Breakpoint (comumente referido como Ghost Recon Breakpoint) é um jogo eletrônico de tiro tático on-line desenvolvido pela Ubisoft Paris e publicado pela Ubisoft. Foi lançado mundialmente em 4 de outubro de 2019, para Microsoft Windows, PlayStation 4 e Xbox One, e em novembro de 2019 para Google Stadia. O jogo é a décima primeira edição da franquia Ghost Recon de Tom Clancy e é uma sequência narrativa de Tom Clancy's Ghost Recon Wildlands, de 2017.
O jogo é ambientado em um mundo aberto chamado Auroa, uma ilha fictícia no Oceano Pacífico. O jogador assume o papel do Tenente-Coronel Anthony "Nomad" Perryman, um Agente das Forças Especiais enviado à ilha para investigar uma série de distúrbios envolvendo a Skell Technology, uma Empresa militar privada em Auroa.

## Jogabilidade
Como seu antecessor Wildlands, Breakpoint é um jogo de tiro tático ambientado em um mundo aberto. É jogado de uma perspectiva de terceira pessoa e usa uma visão de primeira pessoa opcional para apontar armas. Os jogadores assumem o papel do Tenente Coronel Anthony "Nomad" Perryman, um membro da Delta Company, Primeiro Batalhão, 5º Grupo de Forças Especiais, também conhecido como "Ghosts", uma unidade fictícia de elite de operações especiais do Exército dos Estados Unidos sob o Comando de Operações Especiais Conjuntas. O mundo do jogo, Auroa, é um ambiente de mundo aberto que apresenta uma variedade de paisagens, e estas podem ser usadas para vantagens táticas. Por exemplo, os jogadores podem deslizar pelo terreno rochoso e usar lama para se camuflar. Segundo a Ubisoft, Auroa é maior que o mundo do jogo em Wildlands. Os jogadores têm várias maneiras de atravessar o mundo aberto, controlando vários veículos aéreos, terrestres e marítimos. 
O jogo está planejado para ser lançado com quatro classes de personagens. A Ubisoft anunciou planos para disponibilizar mais turmas através de atualizações pós-lançamento. Cada classe tem suas próprias habilidades; por exemplo, a pantera é uma classe orientada para a furtividade e é capaz de lançar bombas de fumaça. O jogador poderá alternar entre as classes no jogo. Os jogadores têm que reunir inteligência para progredir no jogo e podem usar uma variedade de métodos para abordar missões. Como nos títulos anteriores da franquia, eles podem utilizar uma variedade de armas em combate, com o repertório do jogador expandido para incluir drones de combate e lançadores de foguetes para matar inimigos. Alternativamente, o jogador pode usar stealth para neutralizar silenciosamente os oponentes. Em Breakpoint, os jogadores podem equipar uma variedade de novas armas e equipamentos, como um maçarico para cortar cercas, granadas de gás sulfuroso para matar inimigos e granadas de pulso eletromagnético para desativar drones e veículos. Os jogadores podem transportar cadáveres e escondê-los para que os inimigos não sejam alertados. Os inimigos caídos vão deixar o saque para os jogadores coletarem. Companheiros de equipe caídos também podem ser levados para reanimá-los com segurança.  Muitos dos novos recursos adicionados ao Breakpoint foram desenvolvidos com base no feedback dos jogadores em Wildlands. 
O jogo coloca uma ênfase maior na sobrevivência do que Wildlands. Os inimigos serão mais numerosos e o jogo terá uma gama maior de arquétipos inimigos. Esses inimigos terão acesso a muitas das mesmas armas, habilidades e equipamentos que estão disponíveis para o jogador. Os inimigos responderão mais realisticamente às ações do jogador e patrulhas vagarão pelo mundo do jogo em busca do jogador. A Ubisoft introduziu essas mudanças para dar ao jogador a sensação de que elas "não são mais as coisas mais perigosas no mundo do jogo". Os jogadores precisam coletar recursos diferentes no mundo do jogo e usá-los para criar recursos como ataduras. Verificações regulares de manutenção de armas são necessárias para manter as armas funcionais e o jogador precisará gerenciar o cansaço, a fome e a hidratação do personagem. Não fazer isso pode atrasar o jogador, limitar sua capacidade de regenerar a saúde ou fazer com que ele faça mais barulho enquanto se movimenta. O jogo usa um sistema de saúde regenerativo pelo qual o personagem recupera a saúde naturalmente, mas lesões graves impedem a performance do personagem, já que ele começa a mancar e não pode mais mirar sua arma com precisão. Os jogadores podem montar um abrigo de bivaque para se curarem. O abrigo também é o local onde os jogadores podem gerenciar suas armas e inventário, personalizar seu personagem e mudar as classes do personagem. O jogo pode ser jogado com outros três jogadores cooperativamente, ou no single-player com os companheiros de esquadrão Kim "Fury" Hernandez, Benjamin "Fixit" Jones e David "Vasily" Zhang controlados pela inteligência artificial. O jogo foi inicialmente anunciado para não ter companheiros de esquadrão AI, mas isso foi posteriormente alterado como conteúdo pós-lançamento baseado devido ao feedback negativo dos jogadores. Ao contrário dos títulos anteriores do Ghost Recon, o Breakpoint exigirá uma conexão constante com a Internet para jogar.
A história do jogo apresenta opções de diálogo. Isso não afetará a narrativa principal, mas permitirá que os jogadores obtenham informações que possam ajudar em suas missões.   Um modo multijogador competitivo será lançado no lançamento e o conteúdo do final do jogo, como raids, será lançado após o lançamento.

## Premissa

### Contexto
O jogo se passa no ano de 2025, seis anos após os eventos de Ghost Recon Wildlands. A história se passa em Auroa, uma ilha do Pacífico Sul de propriedade do bilionário empresário e filantropo Jace Skell. Skell é o fundador da Skell Technology, uma empresa blue chip produtora de drones para aplicações comerciais, mas que também obteve sucesso como empreiteira militar desenvolvendo equipamentos de última geração para o governo dos Estados Unidos. Skell comprou Auroa com a visão de transformá-lo em um centro para o design, pesquisa, desenvolvimento e produção de inteligência artificial e tecnologia de drones. A ilha é composta de uma série de biomas individuais, incluindo estuários marinhos e zonas húmidas, florestas arborícolas, montanhas cobertas de neve e vulcões ativos. 

### Sinopse
Diante de evidências crescentes de que os produtos da Skell Tech estão caindo nas mãos de regimes corruptos, a tecnologia Skell, historicamente utilizada pelos Ghosts, começa a sofrer um crescente escrutínio público. Quando a Skell Tech está implicada em um assassinato, o governo dos Estados Unidos decide investigar mais a fundo para que Auroa se desligue do mundo exterior. Nomad, o líder de um esquadrão Ghost Recon, é enviado e designado para liderar a investigação, visando descobrir o que está por trás dos eventos envolvendo a Skell Tech. Ao adentrar no espaço aéreo do arquipélago de Auroa, os helicópteros de Nomad e de seus companheiros são derrubados por forças inimigas locais. Após sobreviver a queda e cuidar de seus ferimentos, Nomad em pouco tempo descobre que o ex-Ghost e seu ex-companheiro de batalha Cole D. Walker foi desonesto. Uma empresa militar privada chamada Sentinel ocupou a ilha sob o comando de Walker enquanto o próprio Walker lidera uma equipe de soldados que se autodenominam "lobos", composta por ex-Ghosts desertores. Armados com equipamentos e tecnologia militar de última geração, os Lobos conquistaram a produção de drones da Skell Tech como parte de uma conspiração que busca mudar o rumo da humanidade. A missão de Nomad passa a ser de descobrir os planos de Walker, ao mesmo tempo que busca vingança pela morte de seus amigos. 

## Desenvolvimento
Após o sucesso de Wildlands, a equipe de desenvolvimento se expandiu para mais de mil pessoas. Pela primeira vez na série, o cenário é fictício, pois a equipe sentiu que teria mais liberdade criativa em relação ao design do mundo do jogo. O próprio mundo do jogo foi criado através de geração procedural com algumas áreas desenvolvidas a partir do zero.    Um arquipélago foi escolhido para a configuração do jogo, pois tornaria mais fácil para os desenvolvedores adicionar conteúdo pós-jogo adicionando ilhas adicionais e abrindo novas regiões para exploração.    A equipe de desenvolvimento também ouviu o feedback dos jogadores de Wildlands e introduziu uma variedade de mudanças que os jogadores haviam solicitado, como um maior foco no realismo e melhor controle do veículo. A premissa do jogo dos Ghosts sendo caçados e sozinhos na ilha fez com que a Ubisoft removesse os membros da AI do jogo.  De acordo com o produtor executivo Nouredine Abboud, Jon Bernthal foi contratado para dar voz e fornecer captura de movimento para o antagonista do jogo, porque a equipe sentiu que ele tinha potencial para ser um vilão carismático e um inimigo efetivo para os Ghosts.  O nome do jogo, Breakpoint, reflete a narrativa do jogo em que os Ghosts estão em uma missão que está à beira do fracasso. Emil Daubon, o escritor do jogo, acrescentou que a história iria explorar os temas de "dor, trauma, fraternidade e exaustão mental". 

## Lançamento
A Ubisoft lançou um capítulo de conteúdo para download (DLC) para Wildlands intitulado Operation Oracle, que introduziu o personagem de Cole D. Walker e enfocou a Skell Technology. Breakpoint está previsto para ser lançado para o Microsoft Windows, PlayStation 4 e Xbox One em 4 de outubro de 2019. Dois capítulos DLC, Deep State e Transcendence, estão previstos para ser lançado após o lançamento do jogo. Ubisoft também anunciou na E3 2019 que o jogo apresentaria um crossover com tema Terminator como parte de sua programação DLC.
1. ↑  Promotional materials produced by Ubisoft present the character as being male, but the game allows players to create a female character using the call-sign "Nomad".
2. ↑  As depicted in the Ghost Recon Wildlands DLC event Operation Oracle.[13]

## Conteúdo pós-lançamento
Os conteúdos pós-lançamento de Ghost Recon Breakpoint se focaram em expandir a história do jogo, além do episódio 1 que está disponível desde o lançamento, em 2019. A Ubisoft introduziu posteriormente dois episódios a mais através de DLCs.
Embora o jogador tenha a opção de fazer as missões dos episódios na ordem que preferir, é recomendável seguir uma linha condizente com a timeline dos episódios e da história, começando pelo 1, depois o 2 e finalmente o 3.
 Atenção: essa seção contém spoilers da história principal do jogo (Episódio 1)

### Sinopse - Episódio 2
Após Nomad eliminar Walker e impedir seus planos de iniciar uma terceira guerra mundial, ele é contatado por Samuel "Sam" Fisher, um agente de elite que foi enviado à Auroa sob ordens do governo dos Estados Unidos para investigar e capturar um ativo valioso chamado "Estrategista", que vem sequestrando especialistas militares em todo o mundo para desenvolver um projeto ultrassecreto e perigoso chamado CLAW. Sam e Nomad agora precisam descobrir os mistérios por trás do Projeto CLAW e capturar o Estrategista.

### Sinopse - Episódio 3
Com o fracasso do Projeto CLAW, Trey Stone decide criar aliança com um grupo de ultranacionalistas russos chamado Raven's Rock, e planeja lançar ataques com armas químicas em todos os Estados Unidos, com o objetivo de dizimar a população, incluindo o presidente dos EUA e nomear um novo, visando usá-lo de "fantoche" para atender a seus interesses e da Sentinel. O veterano líder dos Ghosts, Scott Mitchell, consegue fazer contato com Nomad e explica a situação. Correndo contra o tempo para impedir o maior ataque terrorista da história, Nomad precisa ir atrás dos líderes da operação de Stone, e eliminá-los um por um para frustrar seus planos.